# Râul Rastova
Râul Rastova este un afluent al râului Bega. 

## Hărți
- Harta județului Timiș